# Lijst van heersers over Nassau
Dit is een lijst van heersers over alle Nassause deelgraafschappen en -vorstendommen. De nummering van de heersers kan per bron afwijken omdat soms per tak wordt geteld, maar soms ook centraal wordt doorgenummerd.

## Graven vanLaurenburg, sinds 1160 vanNassau(1093-1255)
- ca. 1093-1117: Dudo van Laurenburg
- ca. 1124-1152: Rupert I
- ca. 1124-1148: Arnold I
- ca. 1151-1158: Arnold II
- ca. 1154-1158: Rupert II
- ca. 1160-1167: Hendrik I
- ca. 1160-1190: Rupert III
- ca. 1176-1198: Walram I
- ca. 1190-1192: Herman
- ca. 1198-1247: Hendrik II
- ca. 1198-1230: Rupert IV
- ca. 1250-1255: Walram II
- ca. 1250-1255: Otto I
- 1255: deling in een Walramse en Ottoonse linie (Prima divisio)

## Walramse linie

Wapen van Walramse linie

De Walramse linie ontstond in 1255 door deling van Nassau.

### Graven vanNassau(1255-1355)
- 1255-1276: Walram II
- 1276-1298: Adolf I
- 1298-1304: Rupert V
- 1298-1344: Gerlach I
- 1312-1316: Walram III
- 1344-1355: Adolf II
- 1344-1355: Johan I

- 1355: deling in Nassau-Wiesbaden-Idstein, Nassau-Weilburg en Nassau-Sonnenberg

#### Graven vanNassau-Sonnenberg(1355-1404)
- 1355-1361: Kraft
- 1355-1390: Rupert

- 1390-1404: Sonnenberg is in bezit van de weduwe van Rupert
- 1404: Sonnenberg komt in gezamenlijk bezit van de graven van Nassau-Wiesbaden-Idstein en Nassau-Weilburg

#### Graven vanNassau-Wiesbaden-Idstein(1355-1605)
- 1355-1370: Adolf I
- 1370-1386: Gerlach II
- 1370-1393: Walram IV
- 1393-1426: Adolf II
- 1426-1480: Johan
- 1480-1509: Filips (Idstein)
- 1480-1511: Adolf III (tot 1509 alleen in Wiesbaden)
- 1511-1554: Filips I “der Altherr”
- 1536-1566: Filips II “der Jungherr” (1554-1556 en 1564-1566 alleen in Wiesbaden)
- 1554-1556: Adolf IV (Idstein)
- 1564-1568: Balthasar (1564-1566 alleen in Idstein)
- 1568-1596: Johan Lodewijk I
- 1596-1599: Johan Filips
- 1599-1605: Johan Lodewijk II

- 1605: verenigd met Nassau-Saarbrücken en Nassau-Weilburg

#### Graven vanNassau-Weilburg(1355-1442) enSaarbrücken(1381-1442)
- 1355-1371: Johan I
- 1371-1429: Filips I (erft in 1381 Saarbrücken)
- 1429-1442: Filips II
- 1429-1442: Johan II

- 1442: deling in Nassau-Saarbrücken en Nassau-Weilburg

##### Graven vanNassau-Weilburg(1442-1561)
- 1442-1490: Filips II

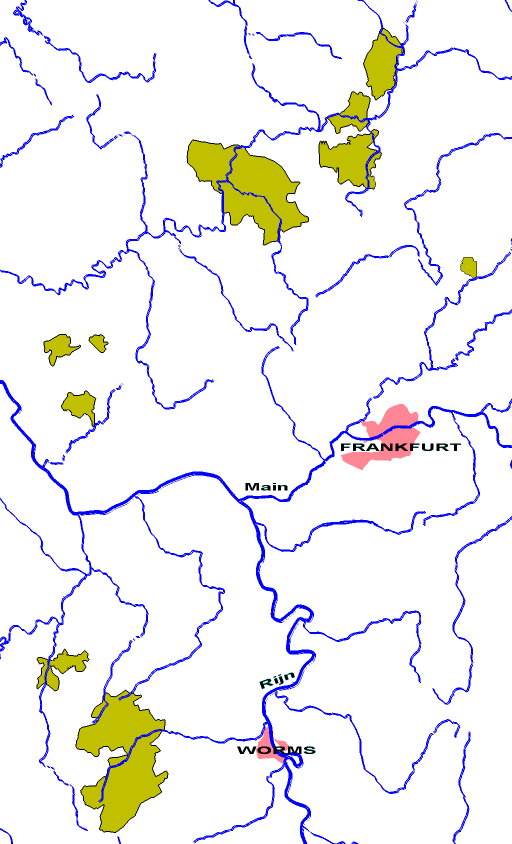
Nassau Weilburg 1789

- 1472-1480: Johan III (mederegent van zijn vader)
- 1490-1523: Lodewijk I
- 1523-1559: Filips III
- 1559-1561: Albrecht
- 1559-1561: Filips IV

- 1561: deling in Nassau-Neuweilnau en Nassau-Weilburg

###### Graven vanNassau-Neuweilnau(1561-1602)
- 1561-1602: Filips

- 1602: verenigd met Nassau-Gleiberg en Nassau-Weilburg

###### Graven vanNassau-Weilburg(1561-1594)
- 1561-1593: Albrecht
- 1593-1594: Lodewijk II
- 1593-1594: Willem
- 1593-1594: Johan Casimir

- 1593-1594: deling in Nassau-Gleiberg en Nassau-Weilburg

Graven van Nassau-Gleiberg (1594-1602)
- 1594-1602: Johan Casimir

- 1602: verenigd met Nassau-Ottweiler, Nassau-Saarbrücken en Nassau-Weilburg

Graven van Nassau-Weilburg (1594-1602)
- 1594-1597: Willem
- 1597-1602: Lodewijk II
- 1597-1602: Johan Casimir

- 1602: verenigd met Nassau-Gleiberg, Nassau-Neuweilnau, Nassau-Ottweiler en Nassau-Saarbrücken

##### Graven vanNassau-Saarbrücken(1442-1574)
- 1442-1472: Johan II

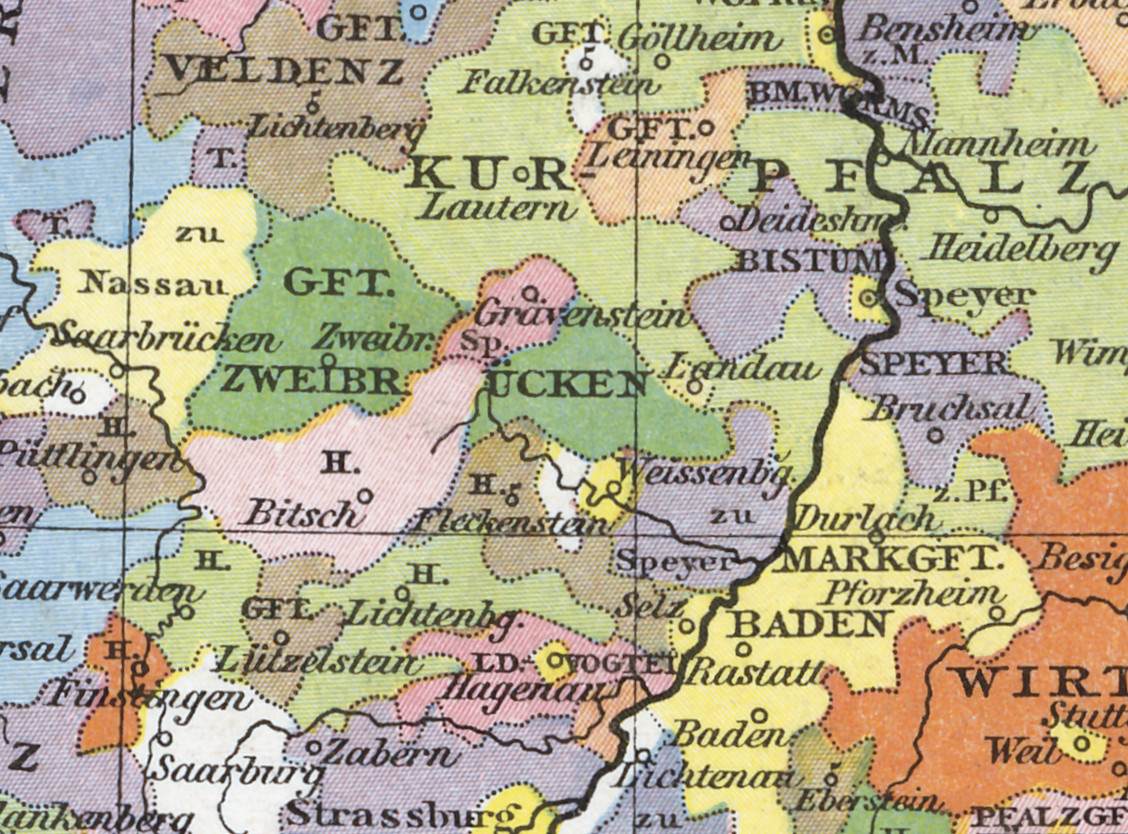
Saarbücken (geel)

- 1472-1544: Johan Lodewijk (erft in 1527 Saarwerden)
- 1544-1554: Filips II
- 1544-1559: Adolf (vanaf 1547 alleen in Kirchheim)
- 1544-1574: Johan III (tussen 1547 en 1554 alleen in Ottweiler en Homburg)

- 1574: geërfd door Nassau-Weilburg en Nassau-Neuweilnau, deling in Nassau-Ottweiler en Nassau-Saarbrücken

###### Graven vanNassau-Ottweiler(1574-1602)
- 1574-1593: Albrecht
- 1593-1602: Lodewijk II

- 1602: verenigd met Nassau-Saarbrücken en Nassau-Weilburg

###### Graven vanNassau-Saarbrücken(1574-1602)
- 1574-1602: Filips III

- 1602: verenigd met Nassau-Gleiberg, Nassau-Ottweiler en Nassau-Weilburg

### Graven vanNassau-SaarbrückenenNassau-Weilburg(1602-1629)
- 1602-1627: Lodewijk
- 1627-1629: Willem Lodewijk
- 1627-1629: Johan
- 1627-1629: Ernst Casimir
- 1627-1629: Otto

- 1629: deling in Nassau-Saarbrücken, Nassau-Idstein, Nassau-Weilburg en Nassau-Neuweilnau
- 1651: herverdeling in Nassau-Saarbrücken, Nassau-Idstein, Nassau-Weilburg

#### Graven vanNassau-Neuweilnau(1629-1632)
- 1629-1632: Otto

- 1632-1651: gezamenlijk bezit van Nassau-Saarbrücken, Nassau-Idstein en Nassau-Weilburg

#### Graven, sinds 1688 vorsten vanNassau-Idstein(1629-1728)
- 1629-1677: Johan
- 1677-1721: George August Samuel
- 1721-1723: Karel Lodewijk (ook graaf van Nassau-Saarbrücken)
- 1721-1728: Frederik Lodewijk (ook graaf van Nassau-Ottweiler)

- 1728: verenigd met Nassau-Usingen

#### Graven vanNassau-Saarbrücken(1629-1659)
- 1629-1640: Willem Lodewijk
- 1640-1642: Crato
- 1640-1659: Johan Lodewijk
- 1640-1659: Gustaaf Adolf
- 1640-1659: Walraad

- 1659: deling in Nassau-Ottweiler, Nassau-Saarbrücken en Nassau-Usingen

##### Graven vanNassau-Ottweiler(1659-1723)
- 1659-1680: Johan Lodewijk
- 1680-1723: Frederik Lodewijk (erfde in 1721 Nassau-Idstein en in 1723 Nassau-Saarbrücken)

- 1723: verenigd met Nassau-Saarbrücken

##### Graven vanNassau-Saarbrücken(1659-1728)
- 1659-1677: Gustaaf Adolf
- 1677-1713: Lodewijk Crato
- 1713-1723: Karel Lodewijk (erfde in 1721 Nassau-Idstein)
- 1723-1728: Frederik Lodewijk (tot 1723 graaf van Nassau-Ottweiler)

- 1728: verenigd met Nassau-Usingen

##### Graven, sinds 1688 vorsten vanNassau-Usingen(1659-1728)
- 1659-1702: Walraad
- 1702-1718: Willem Hendrik I
- 1718-1728: Karel
- 1718-1728: Willem Hendrik II

- 1728: erfenis van Nassau-Idstein en Nassau-Saarbrücken

#### Vorsten vanNassau-SaarbrückenenNassau-Usingen(1728-1735)
- 1728-1735: Karel
- 1728-1735: Willem Hendrik II

- 1735: deling in Nassau-Saarbrücken en Nassau-Usingen

##### Vorsten vanNassau-Saarbrücken(1735-1793)
- 1735-1768: Willem Hendrik
- 1768-1793: Lodewijk

- 1793: annexatie door Frankrijk
- 1797: aanspraken geërfd door Nassau-Usingen
- 1803: definitieve afstand door Nassau-Usingen aan Frankrijk

##### Vorsten vanNassau-Usingen(1735-1806)
- 1718-1775: Karel
- 1775-1803: Karel Willem (erfde in 1797 de aanspraak op Nassau-Saarbrücken, deed daar in 1803 afstand van)
- 1803-1806: Frederik August

- 1806: verenigd met Nassau-Weilburg tot het hertogdom Nassau

#### Graven, sinds 1688 vorsten vanNassau-Weilburg(1629-1806)
- 1629-1655: Ernst Casimir
- 1655-1675: Frederik
- 1675-1719: Johan Ernst
- 1719-1753: Karel August
- 1753-1788: Karel Christiaan
- 1788-1806: Frederik Willem

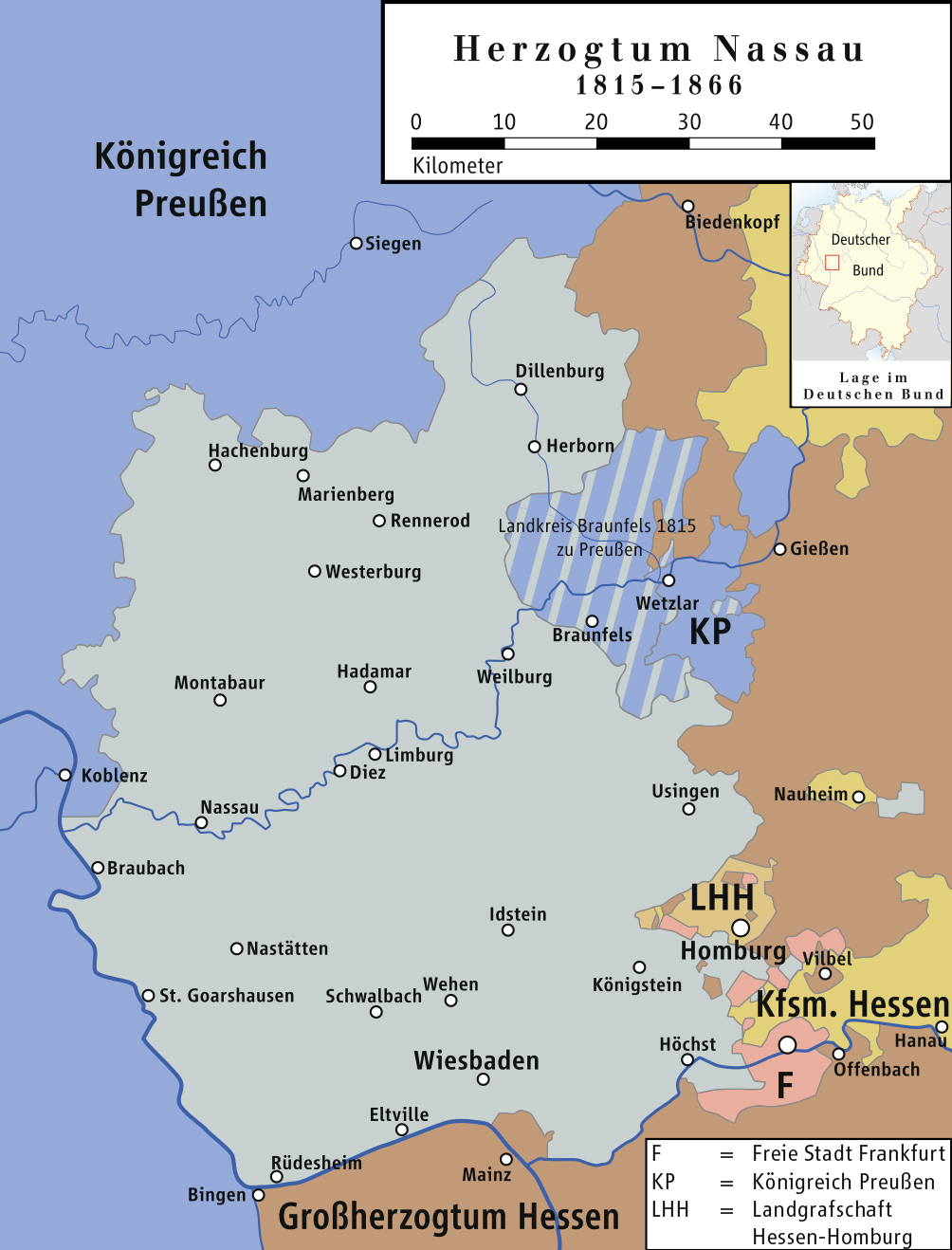
Hertogdom Nassau 1816-1866

- 1806: verenigd met Nassau-Usingen tot het hertogdom Nassau

### Hertogen vanNassau(1806-1866)
- 1806-1816: Frederik August
- 1806-1816: Frederik Willem (met de titel Vorst)
- 1816-1839: Willem
- 1839-1866: Adolf

- 1866: annexatie door Pruisen doordat hertog Adolf partij koos voor Oostenrijk in de Brüderkrieg

## Ottoonse linie

Wapen van Ottoonse linie

De Ottoonse linie ontstond in 1255 door deling van Nassau.

### Graven vanNassau(1255-1303)
- 1255-1289/90: Otto I
- 1289/90-1303: Hendrik I
- 1289/90-1303: Emico I
- 1289/90-1303: Johan

- 1303: deling in Nassau-Dillenburg, Nassau-Hadamar en Nassau-Siegen

### Graven vanNassau-Dillenburg(1303-1328)
- 1303-1328: Johan

- 1328: verenigd met Nassau-Siegen

### Graven vanNassau-Hadamar(1303-1394)
- 1303-1334: Emico I
- 1334-1364/5: Johan
- 1337-1359: Emico II
- 1364/5-1368/9: Hendrik
- 1364/5-1394: Emico III

- 1394: verenigd met Nassau-Dillenburg

### Graven vanNassau-Siegen(1303-1343)
- 1303-1343: Hendrik I (erfde in 1328 Nassau-Dillenburg)

- 1343: deling in Nassau-Dillenburg en Nassau-Beilstein

#### Graven vanNassau-Beilstein(1343-1561)
- 1343-1378: Hendrik I
- 1374-1412: Hendrik II
- 1378-1414/18: Reinhard
- 1412-1473: Johan I
- 1425-1477: Hendrik III
- 1473-1499: Hendrik IV
- 1499-1513: Johan II
- 1499-1556: Bernhard
- 1513-1561: Johan III

- 1561: verenigd met Nassau-Dillenburg

#### Graven vanNassau-DillenburgofNassau-Siegen(1343-1475)
- 1343-1350/51: Otto II
- 1350/62-1416: Johan I (erfde in 1393 Nassau-Hadamar)
- 1416-1420: Adolf I (sinds 1388 graaf van Diez, sinds 1417 graaf van Vianden)
- 1416-1443: Johan II "met de Helm" (sinds 1417 graaf van Vianden, 1420-1430 alleen in Dillenburg)
- 1416-1442: Engelbrecht I (sinds 1403 heer van Breda, sinds 1417 graaf van Vianden, 1420-1430 alleen in Herborn)
- 1416-1430: Johan III "de Jongere" (sinds 1417 graaf van Vianden, 1420-1430 alleen in Siegen)
- 1442-1475: Johan IV (1447-1451 alleen in Vianden en Breda)
- 1442-1451: Hendrik II (1447-1451 alleen in Nassau)

- 1475: deling in Nassau-Breda en Nassau-Dillenburg of Nassau-Siegen

##### Graven van Nassau-Breda, sinds 1530 prinsen van Orange (1475-1702)
- 1475-1504: Engelbrecht II
- 1504-1538: Hendrik III
- 1538-1544: René (sinds 1530 prins van Orange)
- 1544-1584: Willem I "de Zwijger" ("Vader des Vaderlands")
- 1584-1618: Filips Willem
- 1618-1625: Maurits
- 1625-1647: Frederik Hendrik "de Stedendwinger"
- 1647-1650: Willem II
- 1650-1702: Willem III

- 1702: strijd om erfenis tussen Nassau-Diez en Pruisen
- 1732: deling tussen Nassau-Diez en Pruisen

##### Graven vanNassau-DillenburgofNassau-Siegen(1475-1607)
- 1475-1516: Johan V
- 1516-1559: Willem I "de Rijke"

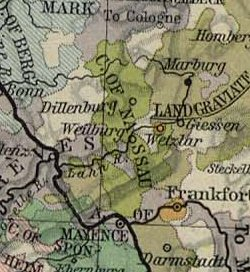
Nassau-Dillenburg 1547

- 1559-1606: Johan VI "de Oude" (erfde in 1561 Nassau-Beilstein)
- 1559-1574: Lodewijk (erfde in 1561 Nassau-Beilstein)
- 1559-1568: Adolf (erfde in 1561 Nassau-Beilstein)
- 1559-1574: Hendrik (erfde in 1561 Nassau-Beilstein)
- 1606-1607: Willem Lodewijk
- 1606-1607: Johan VII "de Middelste"
- 1606-1607: George
- 1606-1607: Ernst Casimir
- 1606-1607: Johan Lodewijk

- 1607: deling in Nassau-Dillenburg, Nassau-Beilstein, Nassau-Siegen, Nassau-Diez en Nassau-Hadamar

###### Graven vanNassau-Dillenburg(1607-1620)
- 1607-1620: Willem Lodewijk

- 1620: geërfd door Nassau-Beilstein

###### Graven vanNassau-Beilstein(1607-1620)
- 1607-1620: George

- 1620: erfde Nassau-Dillenburg, stond delen van Nassau-Beilstein af aan Nassau-Diez en Nassau-Hadamar

###### Graven, sinds 1652 vorsten vanNassau-Dillenburg(1620-1739)
- 1620-1623: George
- 1623-1662: Lodewijk Hendrik
- 1623-1626: Albert
- 1653-1676: Adolf (Nassau-Schaumburg)
- 1662-1701: Hendrik (was sinds 1658 regent)
- 1701-1724: Willem II (erfde in 1711 ⅓ Nassau-Hadamar)
- 1724-1739: Christiaan (erfde in 1734 ½ protestant Nassau-Siegen)

- 1739: geërfd door Nassau-Diez en katholiek Nassau-Siegen

###### Graven, sinds 1650 vorsten vanNassau-Hadamar(1607-1711)
- 1607-1653: Johan Lodewijk
- 1653-1679: Maurits Hendrik
- 1679-1711: Frans Alexander

- 1711: geërfd door Nassau-Dillenburg, Nassau-Diez en Nassau-Siegen (katholiek en protestant)
- 1717: verdeeld door Nassau-Dillenburg, Nassau-Diez en Nassau-Siegen (katholiek en protestant gezamenlijk deel)
- 1742: ontstaan nieuw vorstendom Nassau-Hadamar

###### Graven vanNassau-Siegen(1607-1623)
- 1607-1623: Johan VII "de Middelste"

- 1623: strijd om de erfenis door het niet accepteren van het testament van Johan VII "de Middelste"
- 1648: definitieve verdeling

Graven, sinds 1650 vorsten van Nassau-Siegen (katholieke tak) (1623/48-1743)
- 1623-1638: Johan VIII "de Jongere"
- 1638-1699: Johan Frans Desideratus
- 1699-1743: Willem Hyacinth (1707-1740 door de keizer uit de uitvoerende macht ontzet, erfde in 1711 een zesde deel van Nassau-Hadamar, erfde in 1739 ½ Nassau-Dillenburg)
- 1727-1735: Emanuel Ignatius (regent)

- 1743: verenigd met Nassau-Dillenburg

Graven, sinds 1652 vorsten van Nassau-Siegen (protestantse tak) (1623/48-1734)
- 1624-1642: Willem
- 1642-1679: Johan Maurits
- 1679-1691: Willem Maurits
- 1691-1722: Frederik Willem Adolf
- 1722-1734: Frederik Willem II

- 1734: geërfd door Nassau-Dillenburg en Nassau-Diez

###### Graven, sinds 1652 vorsten vanNassau-Diez(1607-1742)
Dit is de zogenoemde Friese stadhouderstak van het Huis Nassau. In 1732 werd de familienaam gewijzigd in Oranje-Nassau; het vorstendom bleef tot 1742 Nassau-Diez heten.
- 1607-1632: Ernst Casimir
- 1632-1640: Hendrik Casimir I
- 1632-1664: Willem Frederik
- 1664-1696: Hendrik Casimir II
- 1696-1711: Johan Willem Friso (erfde in 1702 de titel prins van Oranje)
- 1711-1742: Willem IV (erfde in 1711 ⅓ Nassau-Hadamar, erfde in 1734 ½ protestant Nassau-Siegen, erfde in 1739 ½ Nassau-Dillenburg)

- 1742: herverdeling van bezittingen tussen Nassau-Diez en katholiek Nassau-Siegen, ontstaan nieuwe vorstendommen Nassau-Dillenburg en Nassau-Hadamar

##### Vorsten vanNassau-Hadamar(1742-1806)
- 1742-1743: Willem Hyacinth

- 1743: geërfd door Nassau-Dillenburg, blijft apart vorstendom in personele unie

##### Vorsten vanNassau-Dillenburg(1742-1806)
Het vorstendom Nassau-Dillenburg was een fusie van Nassau-Diez, Nassau-Dillenburg en protestant Nassau-Siegen met Dillenburg als hoofdstad. In 1743 werd katholiek Nassau-Siegen er aan toegevoegd.
- 1742-1751: Willem IV
- 1751-1806: Willem V Batavus
- 1806-1806: Willem VI

- 1806: Nassau-Dillenburg en Nassau-Hadamar worden onteigend bij de vorming van het groothertogdom Berg en de Rijnbond, Siegen gaat naar Berg en de rest naar het nieuwe hertogdom Nassau van de Walramse Linie
- 1813: restitutie aan Willem VI
- 1815: definitieve afstand aan het hertogdom Nassau, Siegen naar het koninkrijk Pruisen